# Nannopopillia luluana
Nannopopillia luluana är en skalbaggsart som beskrevs av Ohaus 1936. Nannopopillia luluana ingår i släktet Nannopopillia och familjen Rutelidae. Inga underarter finns listade i Catalogue of Life.